# 卡累利阿主义

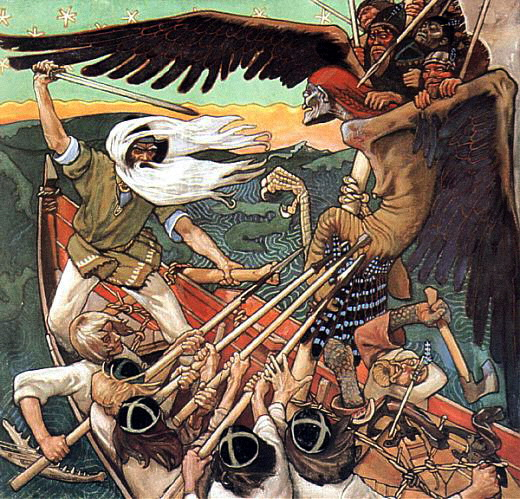
《保护三宝磨》（1896），画家阿克塞利·加伦-卡勒拉是卡累利阿主义的著名代表人物之一

卡累利阿主义（芬蘭語：Karelianismi）是19世纪后期在芬兰大公国发生的文化现象，参加的人物有作家、画家、诗人和雕塑家等。1835年出版发行从卡累利阿民歌收集编纂而成的芬兰民族史诗《卡勒瓦拉》之后，在芬兰的文化界人士对卡累利阿的文化遗产和风景越来越感兴趣。到19世纪末，卡累利阿主义成为了芬兰艺术和文学的一股潮流。在这场艺术运动中，卡累利阿被认为是在几个世纪以来完整真实地保留了芬兰民族特性的避难所。这个现象可以解释为是席卷欧洲的民族浪漫主义在芬兰的本地版本。
画家阿克塞利·加伦-卡勒拉和路易斯·斯帕勒经常被提及为这场艺术运动的倡导者。后来雕塑家埃米尔·维克斯特伦、作家尤哈尼·阿霍、埃诺·雷诺和伊尔马里·基安托、作曲家让·西贝柳斯和佩卡·尤哈尼·汉尼凯宁、建筑师于尔约·布隆斯泰特及其他人物相继加入此运动。
后来到二战之前，卡累利阿主义中的一些理念被一个激进运动拿来期望建立范围更为广泛的芬兰。于是卡累利阿主义带来的一些理念被鼓动为成立一个包括更多波罗的芬兰人的大芬兰的提议。